# Tielcze
Tielcze (ros. Тельчье) – wieś (sieło) w Rosji, w obwodzie orłowskim, w rejonie mceńskim. W 2010 liczyła 1069 mieszkańców.